# Chmiel
Chmiel (Humulus L.) – rodzaj roślin pnących z rodziny konopiowatych. Należą do niego w zależności od ujęcia systematycznego 3 lub 7 gatunków. Występują one w strefie klimatu umiarkowanego półkuli północnej. W Polsce rośnie dziko i uprawiany jest chmiel zwyczajny H. lupulus, przejściowo dziczeje także chmiel japoński H. scandens.

## Morfologia
PokrójPnące byliny lub rośliny jednoroczne owijające się szorstkimi pędami osiągającymi 6 m wysokości. Nadziemna część bylin obumiera na zimę.
LiścieSkrętoległe, dłoniastowrębne.
KwiatyRośliny dwupienne z drobnymi, zielonymi kwiatami męskimi i żeńskimi rozwijającymi się na różnych roślinach. Kwiaty męskie zebrane są w wielokrotnie rozgałęzionych wiechowatych kwiatostanach. Składają się z 5 rozpostartych, zielonkawych działek i 5 pręcików z okazałymi, zwisającymi pylnikami. Bezpłatkowe kwiaty żeńskie zebrane są w gęste, kłosowate kwiatostany. W kącie okazałych przysadek znajdują się po dwa kwiaty składające się z pojedynczego słupka z długim podwójnym znamieniem.
OwoceKuliste orzeszki o średnicy do 2 mm, barwy pomarańczowej do jasnobrązowej, rozwijające się u podstaw łusek tworzących szyszkokształtny owocostan. Owocostan ten u H. scandens osiąga zwykle do 1,5–2 cm długości, u H. lupulus do 3 cm (u odmian do 6 cm), a największy jest u H. yunnanensis, u którego osiąga do 9 cm długości.

## Systematyka
Pozycja systematyczna według APweb (2001...)
Rodzaj należący do rodziny konopiowatych (Cannabaceae Endl.), kladu różowych w obrębie okrytonasiennych.
Pozycja w systemie Reveala (1993-1999)
Gromada okrytonasienne (Magnoliophyta Cronquist), podgromada Magnoliophytina Frohne & U. Jensen ex Reveal, klasa Rosopsida Batsch, podklasa ukęślowe (Dilleniidae Takht. ex Reveal & Tahkt.), nadrząd Urticanae Takht. ex Reveal, rząd pokrzywowce (Urticales Dumort.), rodzina konopiowate (Cannabaceae Endl.), plemię Humuleae Dumort., rodzaj chmiel (Humulus L.).
Wykaz gatunków
- Humulus americanus Nutt.
- Humulus cordifolius Miq.
- Humulus lupulus L. – chmiel zwyczajny
- Humulus neomexicanus (A.Nelson & Cockerell) Rydb.
- Humulus pubescens (E.Small) Tembrock
- Humulus scandens (Lour.) Merr. – chmiel japoński
- Humulus yunnanensis Hu

Chmiel jest rodzajem siostrzanym dla konopi, a szacowany wiek rozdzielenia się tych rodzajów to około 28 milionów lat temu.

## Uprawa i zastosowanie

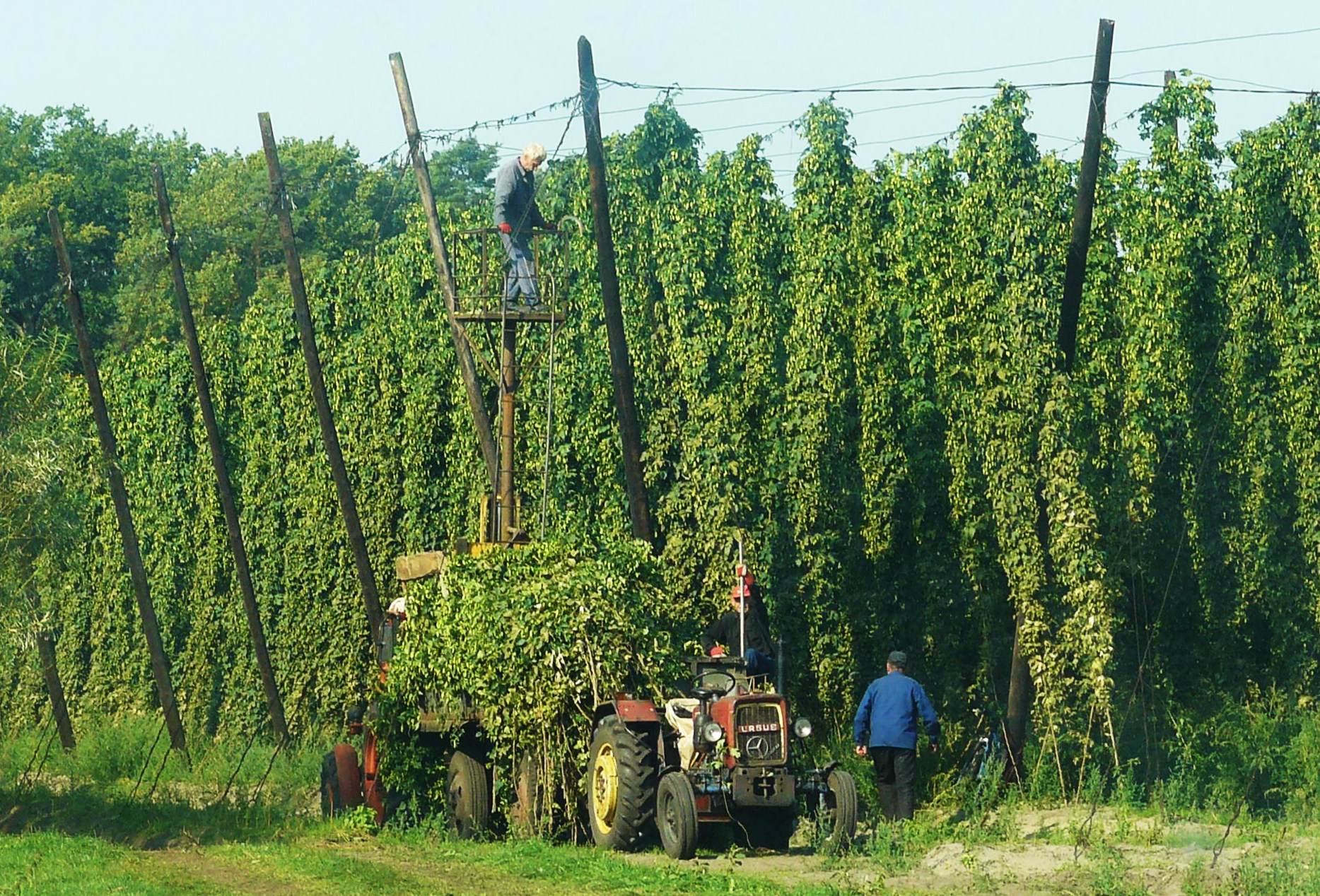
Chmielowe żniwa w Wielkopolsce

Chmiel zwyczajny jest przyprawą wykorzystywaną do produkcji piwa, a także niektórych leków, kosmetyków i likierów. 